# Таганрог II
Таганрог II (Старий вокзал) — тупикова залізнична станція Ростовського регіону Північно-Кавказької залізниці, що розташована в місті Таганрозі на площі Повстання. Станція є кінцевою від вантажної станції Марцево і пасажирської станції Таганрог-Пасажирський.
Будівля вокзалу є об'єктом культурної спадщини регіонального значення. Взята під охорону рішенням Малої ради Ростовської обласної ради від 18 листопада 1992 року № 301.

## Історія
Двоповерхову будівлю вокзалу побудовано в 1869 році з червоної цегли, без застосування штукатурки, з візерунчастою кладкою. Архітектор — С. І. Загоскін. Будівля вокзалу є типовим зразком червоноцегляної еклектики, популярної в Ростові і Таганрозі.
Будівельні роботи вів видатний підприємець Я. С. Поляков з 23 червня до грудня 1869 року.
Своєрідність будівлі надають різновисокі вікна, аркові ніші, химерні аттики. До наших днів будівля збереглася в незмінному вигляді, крім зниклої одноповерхової прибудови зліва. Залізнична станція була невелика, але мала гарну криту платформу, що захищало пасажирів від сонця та опадів. Біля важкого дзвона знаходився сторож, який давав сигнал відправлення поїздів. На лівій естакаді перебувала вокзальна каплиця, яку зруйнували в 1920-ті роки. Станція мала локомотивне депо (депо називалося «стійло») на 12 одиниць, з оборотним колом, що дозволяло змінювати напрямок руху потягів.
Урочисте відкриття залізниці в Таганрозі відбулося 4 січня 1870 року (23 грудня 1869 року за старим стилем). Майже 100 років Таганрог мав єдину тупикову станцію. Після будівництва в 1962 році «Нового вокзалу», названого Таганрог-Пасажирський, старий вокзал отримав ім'я — Таганрог II.
Станція електрифікована змінним струмом (~25кВ) 1961 року у складі дільниці Марцево — Ростов-Головний.

## Сучасний стан будівлі
У 2002 році земельну ділянку разом із будівлею вокзалу, на якій він розташований, передано на підставі постанови Адміністрації Таганрога в постійне безстрокове користування ФГУП «ПКЗ МПС РФ».
Будівля вокзалу виявилася в такому занедбаному стані, що ідеально вписалася в сцени художнього фільму «Стара рушниця», дія якого розгортається у воєнні часи окупації Таганрога.
Станом на 2012 рік власником будівлі вокзалу була компанія «Кобарт плюс», очолювана Артуром Кобаляном.
У липні 2013 року оголошено, що після завершення розпочатої у 2013 році реконструкції історичної будівлі залізничного вокзалу Таганрог ІІ компанією «Кобарт плюс», там планується відкрити один із розділів Міжнародного політехнічного музею, для чого московський Політехнічний музей готовий надати частину своїх експонатів.
У ході реконструкції оригінальні старі віконні плетіння будівлі замінені на металопластикові, що викликало різку критику з боку таганрожців.

## Міжнародний політехнічний музей
Відкриття Міжнародного політехнічного музею відбулося 13 вересня 2013 року. Ініціатором створення музею виступив К. П. Воробйов, член правління Міжнародного благодійного фонду «Янгол Русі», відомий також як виконавчий директор фонду «Пальма Мерцалова» і генеральний директор благодійного фонду «Золотий скіф». У церемонії відкриття взяло участь керівництво Таганрога, керівник Південного управління мінкультури РФ Тетяна Селедцова, заступник генерального директора з наукової роботи московського Політехнічного музею Генріх Ерліх, ректор Південного федерального університету Марина Боровська, ректор ТДПІ Ірина Голубєва, голова ПНЦ РАН академік Геннадій Матишов та багато інших.
Експонати таганрозькому музею для першої експозиції «Дивовижні історії простих речей» надав московський Політехнічний музей. Ця експозиція розмістилася в одному з приміщень другого поверху вокзалу. На виставці були представлені близько 30 музейних предметів, що знаходяться в закритих фондах московського Політехнічного музею — німецький ледовник кінця ХІХ століття, прадідусь сучасного холодильника, англійський проєкційний фотоапарат «Чарівний ліхтар» ХІХ століття, а також експонати радянських часів: телевізор «КВН-49», радіола «Світ», макет вантажного автомобіля АМО-Ф15, санвузол орбітальної станції «Мир» та багато інших. Під розміщення експозицій планується відвести 25 % площі вокзалу.
Другою виставкою музею стала пересувна виставка «Образи Росії в музиці російських композиторів», яка відкрилася 2 липня 2014 року. Ця виставка була складена з фондів Всеросійського музейного об'єднання музичної культури імені М. І. Глінки. В експозиції були представлені унікальні музичні рукописи П. І. Чайковського, С. В. Рахманінова, М. П. Мусоргського, О. П. Бородіна, а також церковно-співацькі книги XVIII—XIX століть, рідкісні гравюри, фотографії, картини російських художників.

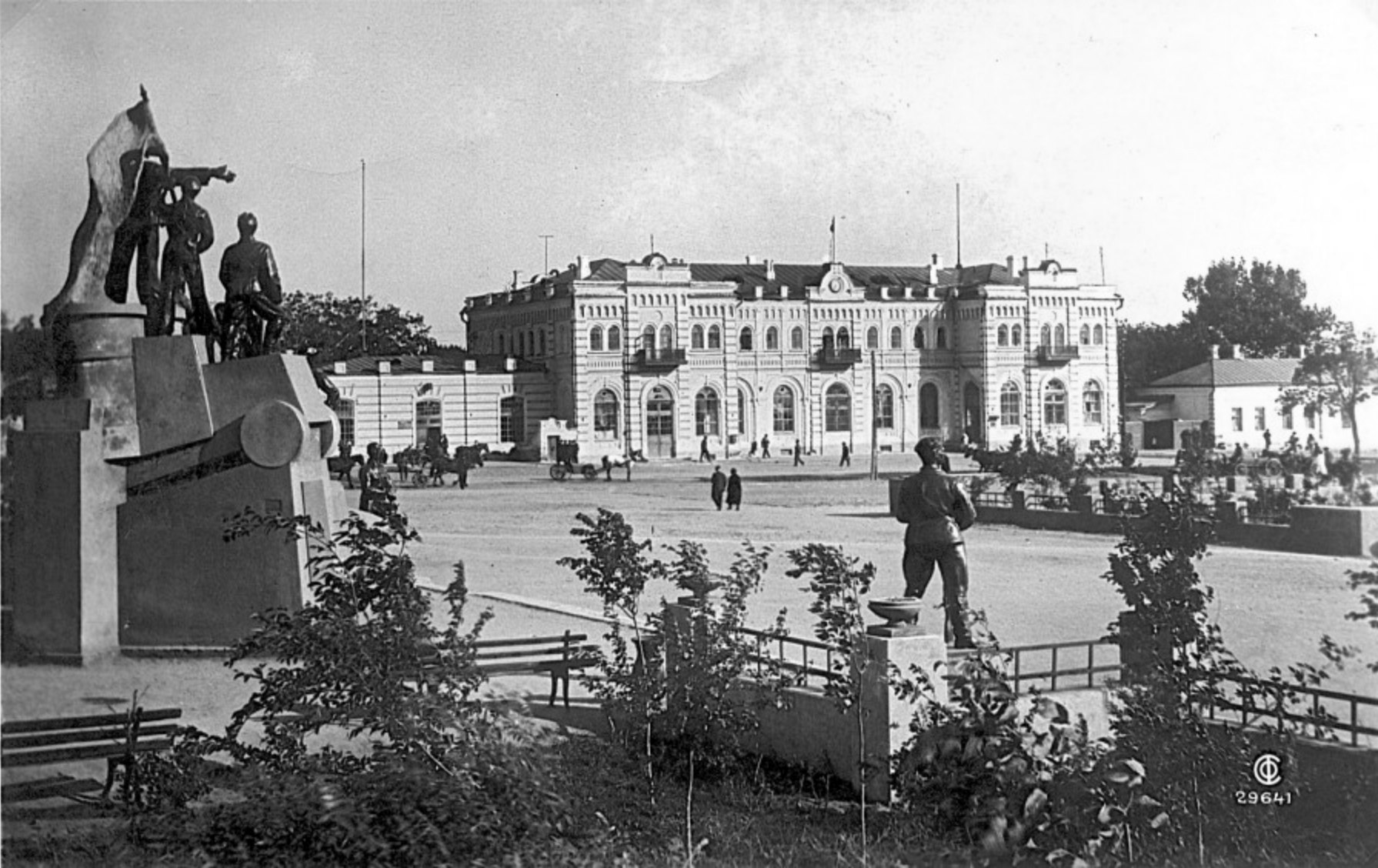
Будівля вокзалу, 1930-ті роки. Пам'ятник Леніну. Архітектор Д. Якерсон
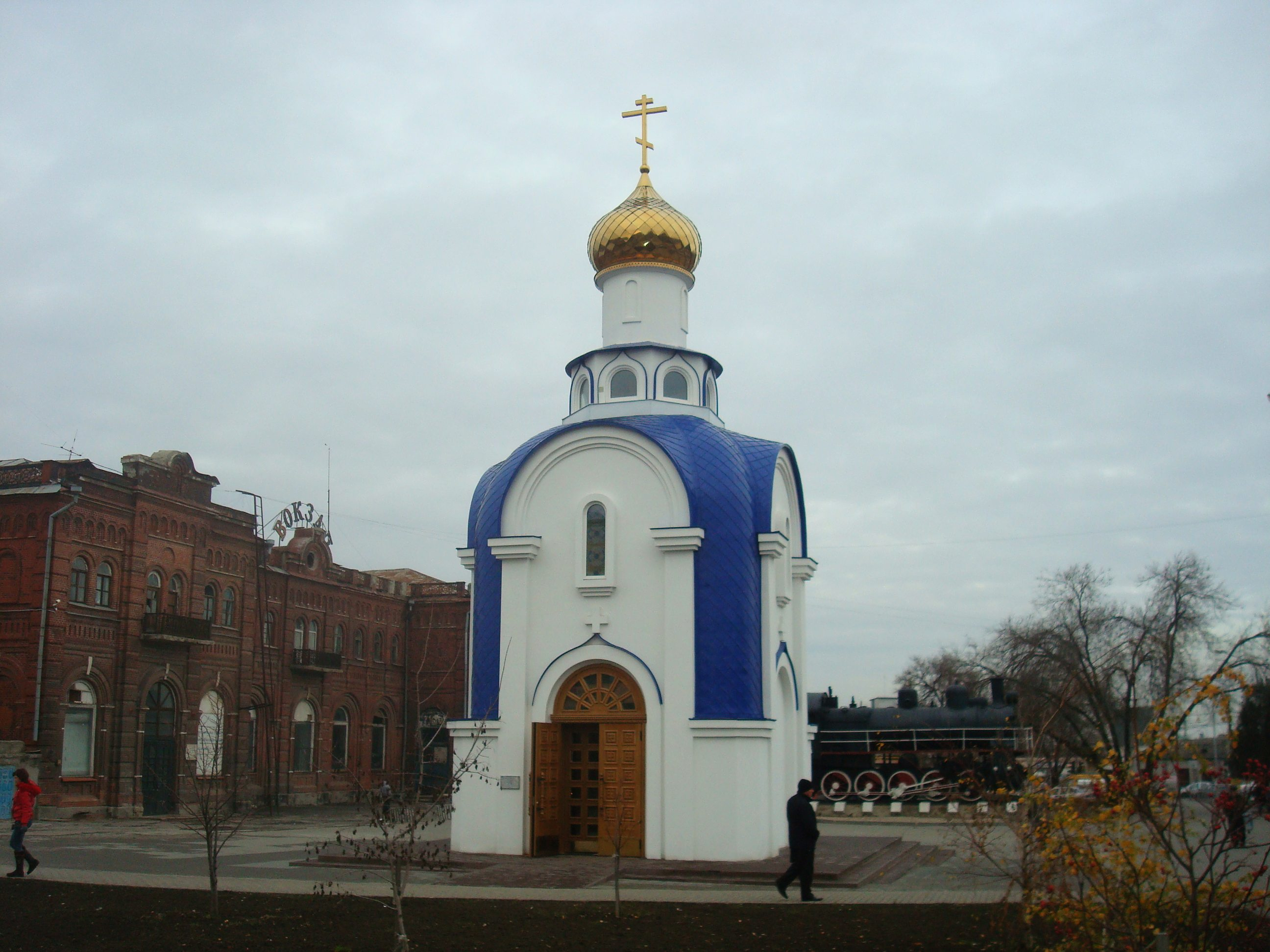
Каплиця Казанської ікони Матері Божої, 2013

## Вокзальні каплиці
1908 року на території Таганрозького залізничного вокзалу, поряд з однією з двох критих посадкових платформ, була побудована вокзальна каплиця з нагоди народження його Імператорської Величності государя спадкоємця цесаревича і великого князя Олексія Миколайовича. В каплиці тривалий час зберігалася ікона Божої Матері, яку після установки самого великого дзвона на дзвіниці Іоанно-Предтеченського храму з хресним ходом 21 листопада 1911 року перенесли до Скараманговської церкви. Зруйнована у 1920-ті роки.
24 травня 2011 року, на площі перед будівлею вокзалу, з символічної закладки першого каменя розпочато будівництво каплиці на честь Казанської ікони Божої Матері. Освячена каплиця Казанської ікони Божої Матері 19 листопада 2012 року, з нагоди 220-ї річниці з дня народження святого блаженного старця Павла Таганрозького. Освятив каплицю при великому скупченні народу митрополит Ростовський і Новочеркаський Меркурій.

## Пасажирське сполучення
У 2014 році, через російську збройну агресію проти України, інтенсивність пасажирського залізничного сполучення з Україною припинилося, маршрути потягів були змінені. Таким чином, з 2014 року станція Таганрог-Пасажирський приймає і відправляє тільки приміські електропоїзди, що з'єднують Таганрог з Ростовом-на-Дону і селом Авіло-Успенка (станція Успенська) на кордоні з Україною.
Впродовж 2014—2018 років далеке сполучення по станції було відсутнє. З 9 грудня 2018 року призначена група вагонів безпересадкового сполучення Таганрог — Москва до потяга № 20/19 сполученням Ростов — Москва.
На теперішній час по станції Таганрог II курсують такі потяги:
| №                  | Маршрут сполучення         | №                  | Маршрут сполучення         |
| Пасажирські потяги | Пасажирські потяги         | Пасажирські потяги | Пасажирські потяги         |
| ------------------ | -------------------------- | ------------------ | -------------------------- |
| 120                | Таганрог — Ростов — Москва | 119                | Москва — Ростов — Таганрог |
| Приміські потяги   |                            |                    |                            |
|                    | Таганрог ІІ — Ростов       |                    | Ростов — Таганрог ІІ       |
|                    | Таганрог ІІ — Успенська    |                    | Успенська — Таганрог ІІ    |

## Галерея

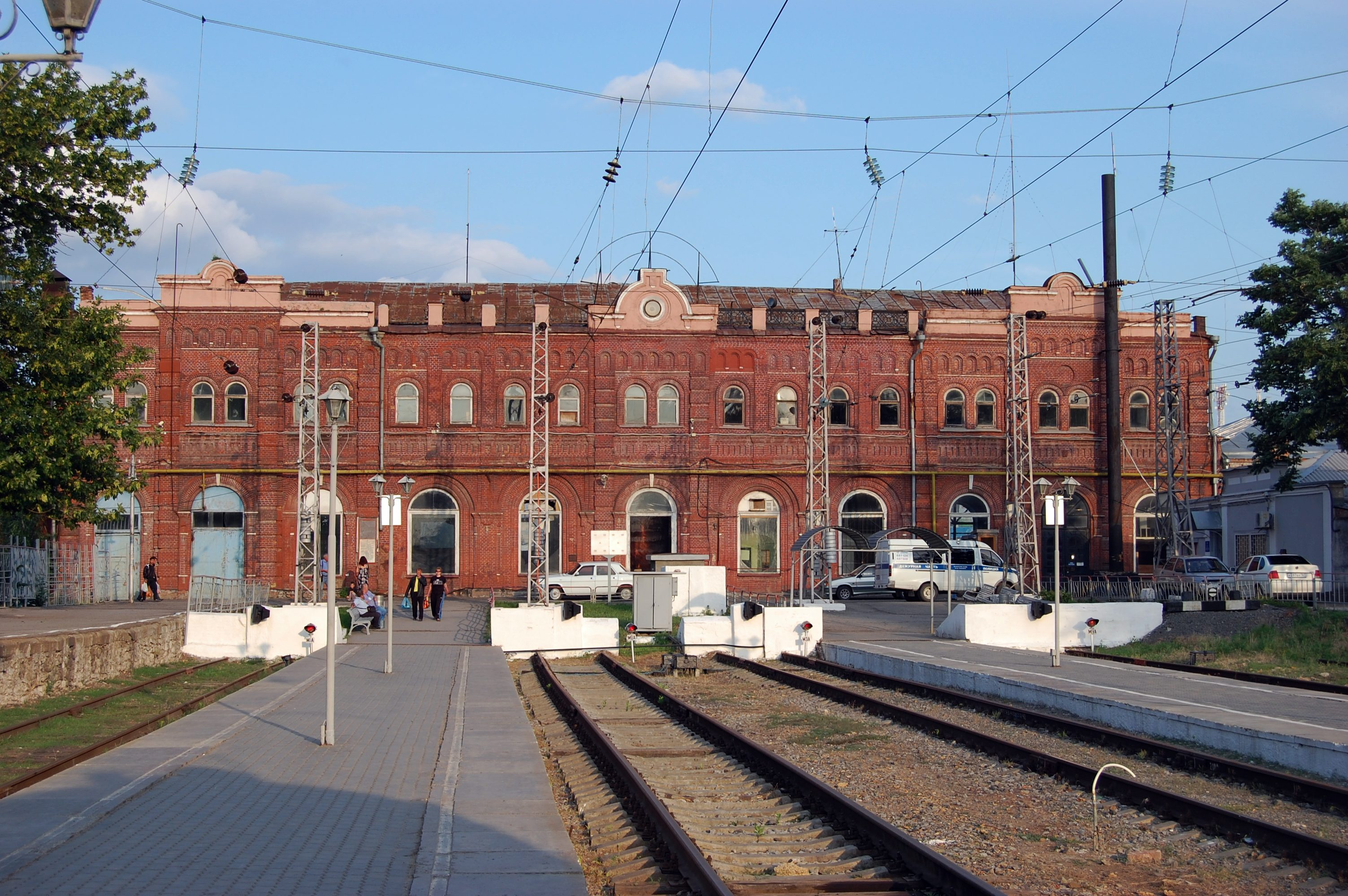
Вигляд з боку залізничних колій, 2012
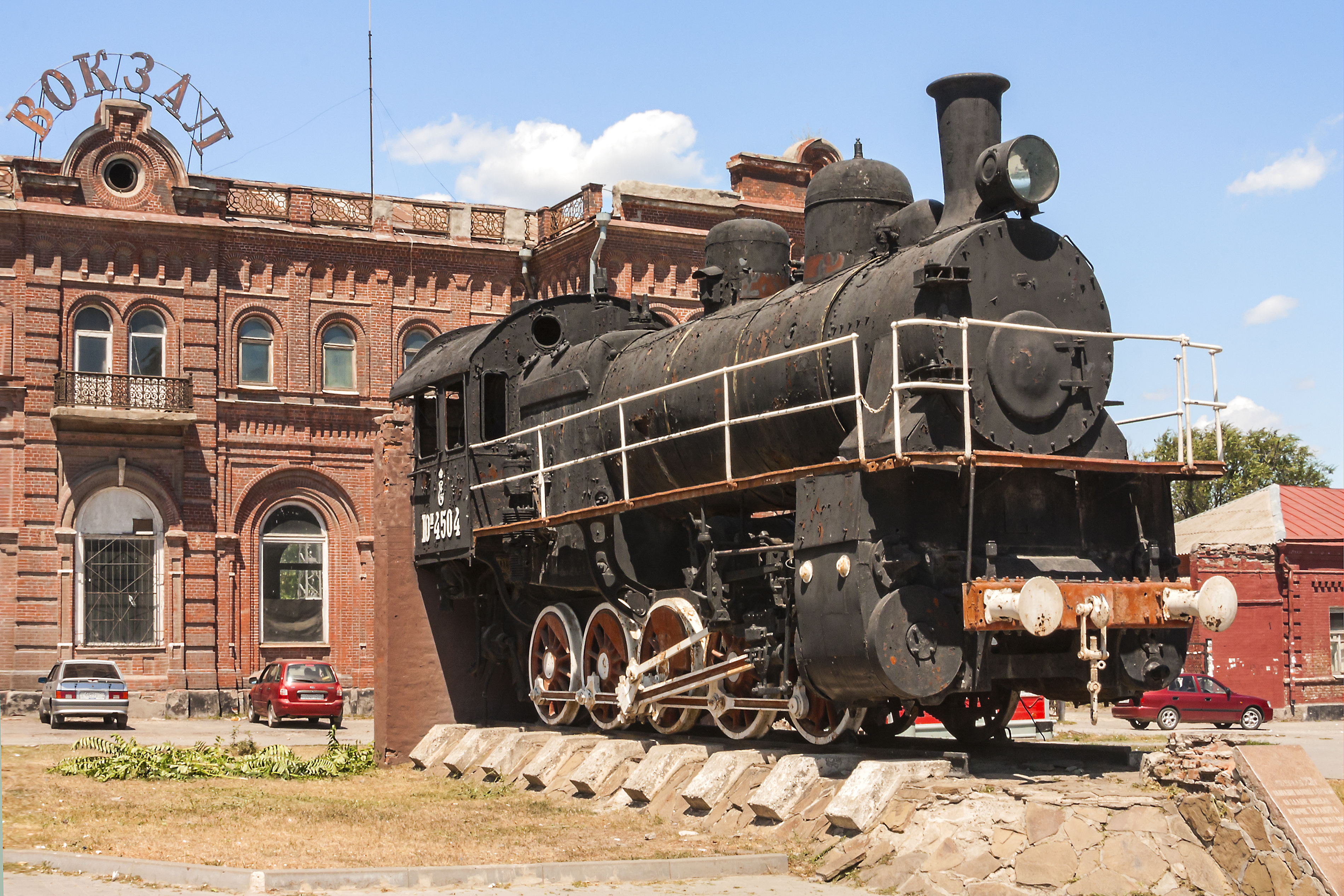
Вигляд з площі Повстання, 2012
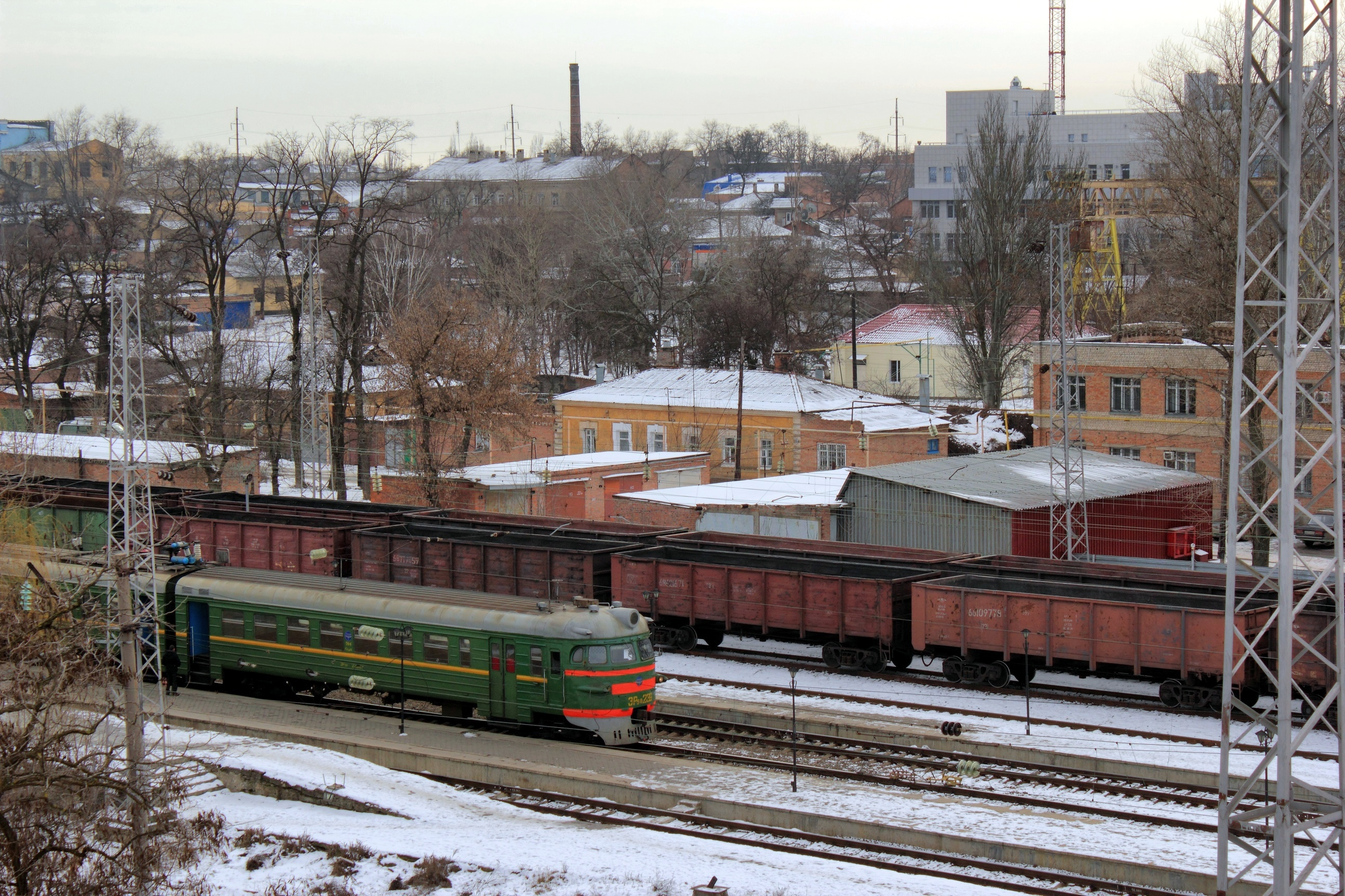
ЕР2 на станції Таганрог ІІ